# اسلام‌آباد (میان‌دورود)
اسلام‌آباد، روستایی از توابع بخش میان‌دورود شهرستان ساری در استان مازندران ایران است.

## جمعیت
این روستا در دهستان میان‌دورود بزرگ قرار داشته و براساس آخرین سرشماری مرکز آمار ایران که در سال ۱۳۹۵ صورت گرفته، جمعیت آن ۳۹۹۷ نفر (۱۹۷۲ خانوار) بوده‌است.